# Manuel Pimentel
Manuel Ramón Pimentel Siles (Sevilla, 30 de agosto de 1961) es un editor, escritor y expolítico español. Fue ministro de Trabajo y Asuntos Sociales entre 1999 y 2000 durante el gobierno de José María Aznar. Actualmente es el presentador del programa de televisión Arqueomanía en La 2 sobre arqueología.

## Biografía
Pimentel se ha formado como ingeniero agrónomo, abogado, diplomado en Alta Dirección de Empresas (IIST), máster en Prevención de Riesgos en la Comunidad (UAB) y doctor en Derecho.  

### Vida política
Entró en política por el Partido Popular. Fue secretario general de Empleo y ministro de Trabajo y Asuntos Sociales entre 1999 y 2000 durante el gobierno de José María Aznar. Dimitió de su puesto de ministro el 19 de febrero de 2000, a veintidós días de las elecciones generales, cuando supo acerca de irregularidades por uno de sus más estrechos colaboradores, Juan Aycart, en aquel entonces director general de Migraciones. Aunque él mismo declaró sus discrepancias con el entonces presidente del Gobierno. Fue la única dimisión durante los ocho años de gobierno de Aznar. El 23 de marzo de 2003 anunció su baja como militante del Partido Popular tras la intervención española en la Guerra de Irak, cuya postura era contraria a la ejercida por el Gobierno popular, lo que él calificó como "guerra ilícita".
A pesar de su marcha gubernamental, Pimentel fundó Foro Andaluz, una asociación de pensamiento, no un partido político, según sus propias palabras, con la que se presentó a las elecciones andaluzas de ese mismo año como candidato a presidente de la comunidad autónoma. Sin embargo, tras las elecciones, únicamente alcanzó el 1,19% de los votos y no obtuvo representación parlamentaria. Finalmente, dimitió como presidente de Foro Andaluz el 21 de enero de 2006 alegando motivos profesionales, dando por concluida su vida política.
En 2020 actuó de árbitro en el convenio Colectivo de Endesa,  donde se redujeron drásticamente los beneficios sociales y la Tarifa eléctrica de sus empleados.

### Grupo Almuzara yArqueomanía
Una vez abandona la política, se convierte en creador y editor del Grupo Almuzara, fundado en abril del año 2004 en la ciudad de Córdoba, donde reside actualmente. Es autor de varias obras de novela y ensayo y articulista en diversos medios escritos. Además, es abogado of counsel en Baker & Mckenzie y desarrolla su actividad profesional en estrategias de negociación y resolución de conflictos. También presenta desde el año 2011 el programa de televisión Arqueomanía, sobre arqueología, que se emite en La 2. Fue presidente del Consejo Regulador de la Denominación de Origen Montilla-Moriles hasta el año 2013.
Durante octubre del año 2013 reconoció ser el padre del único hijo de la política popular catalana Alicia Sánchez-Camacho, que en aquel momento tenía siete años y se pensaba que había nacido por fecundación in vitro.
En 2015 protagonizó la campaña de la popular tienda sueca de muebles IKEA.

## Obra

### Novela
- Peña Laja (Barcelona, Planeta, 2000). 360 páginas, ISBN 84-08-03635-1.
- Monteluz (Barcelona, Planeta, 2001). 416 páginas, ISBN 84-08-04056-1.
- Puerta de Indias (Barcelona, Planeta, 2003). 304 páginas, ISBN 84-08-04633-0.
- La ruta de las caravanas (Barcelona, Planeta, 2005). 392 páginas, ISBN 84-08-05900-9.
- El librero de la Atlántida (Córdoba, Almuzara, 2006). 400 páginas, ISBN 84-96710-02-5.
- El Arquitecto de Tombuctú (Umbriel, Barcelona, 2009). 512 páginas, ISBN 9788489367500.
- El decálogo del Caminante (Urano, Barcelona, 2012). 288 páginas, ISBN 9788479538125.
- El sabio enamorado y el jardín del Califa (Almuzara, Córdoba, 2014). 192 páginas, ISBN 9788416100477.
- Dolmen (Almuzara, Córdoba, 2017). 400 páginas, ISBN 9788417044008.

### Relatos
- La yurta: relatos del lado oscuro del alma (Córdoba, Editorial Almuzara, 2004). 192 páginas, ISBN 84-96416-00-3.
- Leyendas de Medina Azahara (Córdoba, Editorial Almuzara, 2014). 192 páginas, ISBN 9788416100255.
- Leyendas de Tartessos (Almuzara, 2015). 208 páginas, ISBN 978-84-16392-44-5.

### Narrativa infantil
- Un autobús blanco y verde (Córdoba, Almuzara, 2005). 128 páginas, ISBN 84-96416-47-X. En colaboración con Carmen Mateos.

### Ensayo
- España 2010. Mercado laboral: proyecciones e implicaciones empresariales (Madrid, Díaz de Santos, 2002). 512 páginas, ISBN 84-7978-532-2. En colaboración con Alfonso Jiménez Fernández y Mentxu Echeverría Lazcano.
- El talento (Barcelona, Ariel, 2003). 280 páginas, ISBN 84-344-1249-7.
- Los otros españoles. Los manuscritos de Tombuctú: andalusíes en el Níger (Madrid, Martínez Roca, 2004). 232 páginas, ISBN 84-270-3009-6. En colaboración con Ismael Diadié Haidara.
- Inmigración y empresa: el desafío empresarial de la inmigración. Guía para el ejecutivo (Córdoba, Almuzara, 2006). 280 páginas, ISBN 84-88586-17-5. En colaboración con Alfonso Jiménez Fernández y Miriam Aguado Hernández.
- Manual del editor. Cómo funciona la moderna industria editorial (Córdoba, Editorial Berenice, 2007). 272 páginas, ISBN 978-84-96756-08-3.
- El libro de la escritura vital (Almuzara, 2010). 184 páginas, ISBN 978-84-92924-01-1.
- Resolución de conflictos (Plataforma Editorial, 2013). 193 páginas, ISBN 978-84-15880-51-6.
- Escuela de oratoria (Empresa activa, 2015). 176 páginas. ISBN 978-84-92921-19-5
- Cómo hablar bien en público para conseguir lo que deseas (Ediciones Obelisco, 2019). 160 páginas. ISBN 978-84-9111-413-0
- Arqueomanía. Historias de la arqueología (Editorial Almuzara, 2019). 304 páginas. ISBN 978-84-17797-28-7